# Шаттлворт, Марк
Марк Ри́чард Ша́ттлворт (англ. Mark Richard Shuttleworth; род. 18 сентября 1973) — южноафриканский предприниматель, второй космический турист. Шаттлворт основал Canonical Ltd. и руководит разработкой операционной системы Ubuntu. Его состояние составляет 150 миллионов фунтов стерлингов (225 миллионов долларов). В настоящее время он проживает на острове Мэн, имеет двойное гражданство: Великобритании и ЮАР.

## Ранняя жизнь
Марк Шаттлворт родился 18 сентября 1973 года в южноафриканском городе Велком в семье хирурга и воспитательницы детского сада. После окончания Rondebosch Boys' High School и Diocesan College Шаттлворт получил степень бакалавра экономических наук в области финансов и информационных систем в университете Кейптауна. Он жил в Smuts Hall, где участвовал в установке первого постоянного интернет-соединения в университете.

## Работа
В 1995 году Шаттлворт основал Thawte, которая специализировалась на цифровых сертификатах и интернет-безопасности. В декабре 1999 года он продал её компании VeriSign, заработав 3,5 миллиарда южноафриканских рандов (примерно 575 миллионов долларов США в то время).
В сентябре 2000 года Шаттлворт создал HBD Venture Capital, занимающуюся поддержкой начинающих фирм и предоставлением стартового капитала. В марте 2004 года он создал Canonical Ltd. для популяризации и коммерческой поддержки проектов свободного программного обеспечения. В декабре 2009 года Шаттлворт ушёл с поста CEO компании Canonical.

## Linux и открытое программное обеспечение

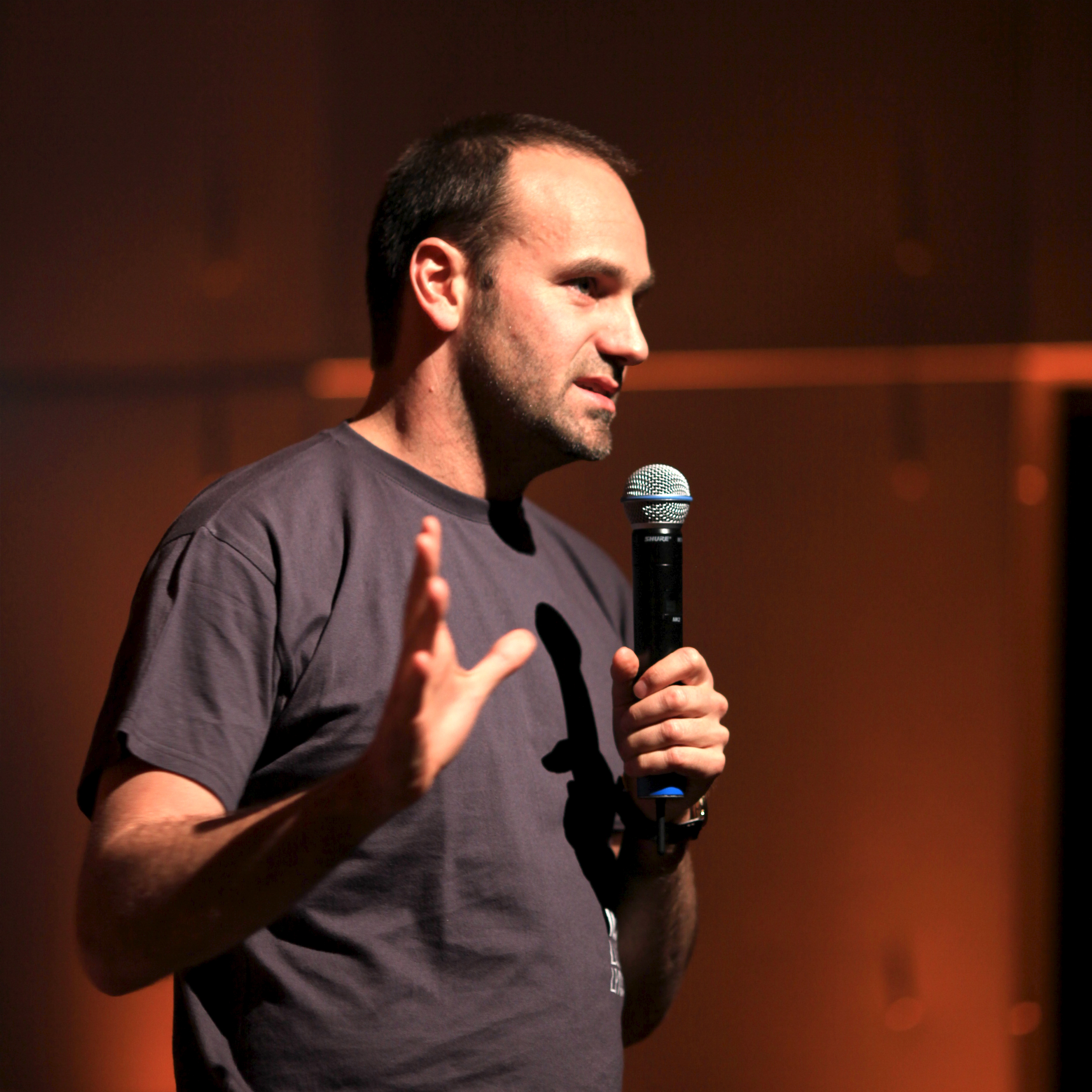
Марк Шаттлворт произносит речь во время Ubuntu Party в Париже в ноябре 2009 года

В 1990-х годах Шаттлворт был одним из разработчиков операционной системы Debian.
В 2001 году он создал Shuttleworth Foundation — некоммерческую организацию, занимающуюся социальными инновациями. Фонд финансирует образовательные проекты, а также проекты свободного и открытого программного обеспечения в ЮАР (например, Freedom Toaster).
В 2004 году через свою компанию Canonical Ltd. он начал финансировать разработку Ubuntu — дистрибутива Linux на основе Debian.
В 2005 году он основал Ubuntu Foundation и осуществил первоначальные инвестиции в размере 10 миллионов долларов США. В проекте Ubuntu Шаттлворта часто иронично называют самоназначенным великодушным пожизненным диктатором (англ. Self-Appointed Benevolent Dictator for Life, SABDFL). Чтобы составить список людей, которых можно было бы нанять для работы в проекте, Шаттлворт потратил шесть месяцев на архивы рассылки электронной почты Debian во время путешествия в Антарктиду на ледоколе «Капитан Хлебников» в начале 2004 года. В сентябре 2005 года он приобрёл 65 % акций Impi Linux.
15 октября 2006 года было объявлено, что Шаттлворт стал первым покровителем KDE, то есть получил самый высокий статус спонсора.
17 декабря 2009 года Шаттлворт объявил, что в марте 2010 года покинет пост CEO компании Canonical с целью вплотную заняться дизайном Ubuntu и контролем качества в дистрибутиве, не отвлекаясь при этом на руководство Canonical. Его должность заняла Джейн Зильбер, бывшая до этого COO Canonical.
27 марта 2013 года журнал «Forbes» признал Марка Шаттлворта личностью, которая встряхнула компьютерную индустрию в 2013 году.

## Космический полёт

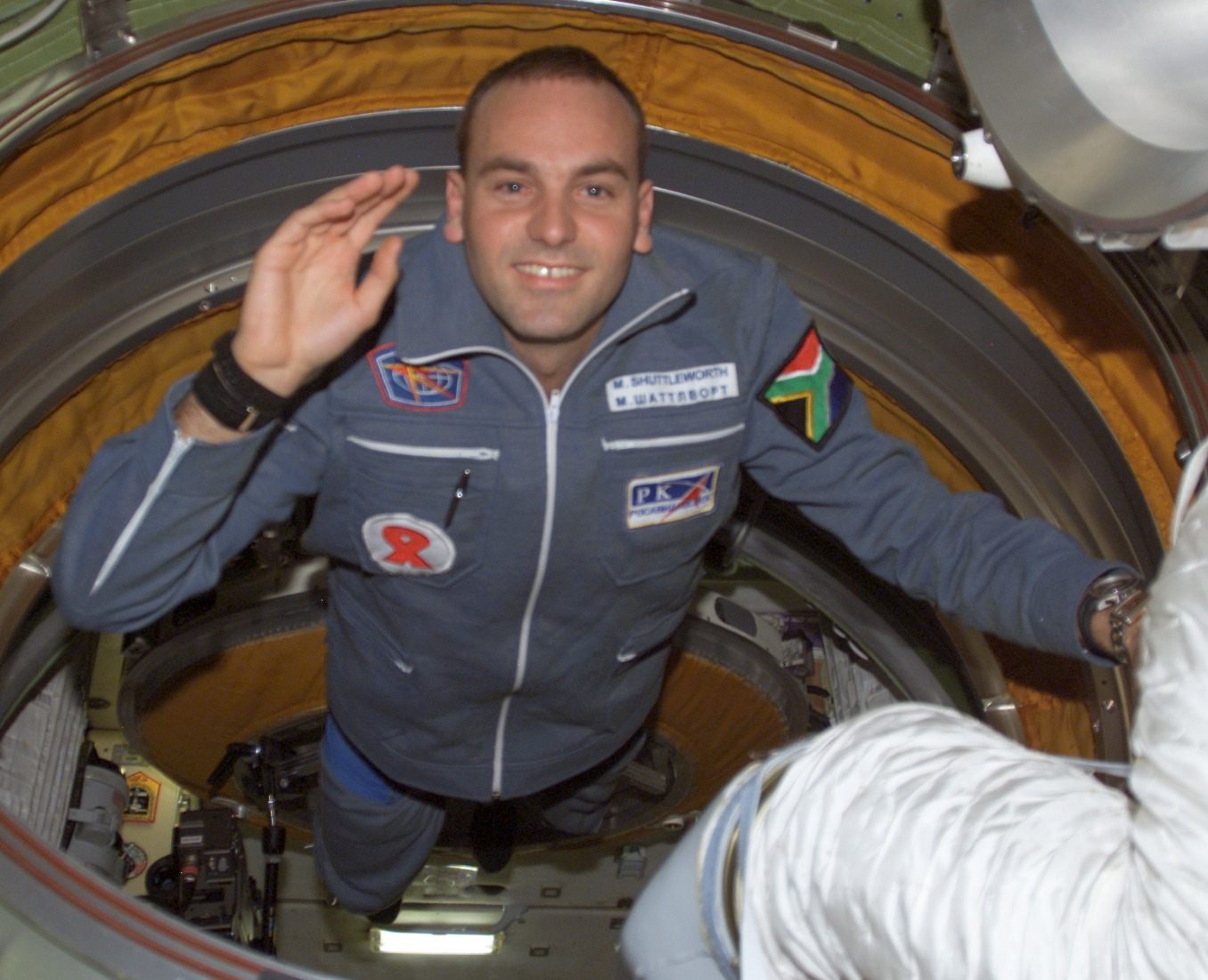
Шаттлворт на Международной космической станции

Шаттлворт получил всемирную известность 25 апреля 2002 года, став вторым коммерческим участником космического полёта. Он вышел в космос на борту корабля «Союз ТМ-34», заплатив Space Adventures почти 20 миллионов долларов США за путешествие. Два дня спустя «Союз» прибыл на Международную космическую станцию, где Шаттлворт провёл восемь дней, участвуя в экспериментах, связанных с исследованиями генома и Синдрома приобретённого иммунного дефицита. 5 мая 2002 года он вернулся на Землю. Для того, чтобы участвовать в полёте, Шаттлворту пришлось пройти один год обучения и подготовки, в том числе семь месяцев он провёл в Звёздном городке. До полета Д. Меткалф-Линденбургер был самым молодым (по дате рождения) из слетавших в космос.
Во время пребывания в космосе Шаттлворт общался по радио с Нельсоном Манделой и с четырнадцатилетней южноафриканской девушкой, Мишель Фостер, которая просила его жениться на ней. Шаттлворт вежливо избежал ответа на просьбу, сказав для изменения темы разговора, что это очень большая честь для него. Беседа с неизлечимо больной Фостер была организована фондом Reach for a Dream.

## Транспорт
У Шаттлворта есть частный самолёт Bombardier Global Express, который часто называют Canonical One, но на самом деле он владеет самолётом через компанию HBD Venture Capital. Дракон Норман, изображённый на боковой стороне, является талисманом HBD Venture Capital.

### Статьи
- С космодрома Байконур успешно стартовал космический корабль «Союз ТМ-34»
- Российский пилотируемый корабль «Союз ТМ-34» успешно состыковался с Международной космической станцией
- В Звёздном городке прошла пресс-конференция экспедиции посещения МКС
- В Звёздном городке прошла торжественная встреча вернувшихся с орбиты космонавтов